# Giovanni Battista Verger
Giovanni Battista Verger (Roma, 1796 – Palerm, post 1860) fou un tenor italià.
Estudià cant a Roma i debutà al Royal Opera House de La Valetta el 1817. Tornà a Itàlia el 1819 per a cantar al Teatro San Samuele de Venècia en l'estrena, el 26 de desembre, de l'òpera Il falegname di Livonia, de Donizetti. Gaudí d'un gran èxit durant el decenni del 1820 al 1830, protagonitzant estrenes mundials d'obres dels autors més famosos, en els més importants escenaris d'Itàlia i de fora d'Itàlia, tant en papers del repertori líric i dramàtic com en els de l'opera buffa, destacant com un dels més grans intèrprets de Rossini en el seu temps. A partir del 1830, la seua dedicació a l'òpera fou cada vegada meys als escenaris i més com a empresari, organitzant les representacions al Teatre Principal de Barcelona. En aquest teatre actuà el 1844 interpretant el paper principal en l'estrena d’Ernesto, duca di Sicilia, de Josep Piqué i Cerveró, i les seues darreres actuacions conegudes foren al Gran Teatre del Liceu la temporada 1847-1848, en el paper de Pollione de Norma, de Bellini, en El barber de Sevilla de Rossini i en L'elisir d'amore, de Donizetti. Es casà en segones núpcies amb la contralto Amalia Brambilla, filla del compositor Paolo Brambilla. El seu fill Napoleone i la seua neta Maria foren també cantants famosos. Visqué els seus darrers anys a Palerm, on s'havia retirat ja el 1860.